# Amulung
Amulung ist eine philippinische Stadtgemeinde in der Provinz Cagayan. Die Gemeinde, die 1734 gegründet wurde, zählte am 1. August 2015 47.860 Einwohner. Der größten Völker des Ortes sind die Ilokano und Itawes.
Amulung ist in die folgenden 47 Baranggays aufgeteilt:
| - Abolo - Agguirit - Alitungtung - Annabuculan - Annafatan - Anquiray - Babayuan - Baccuit - Bacring - Baculud - Balauini - Bauan - Bayabat - Calamagui - Calintaan - Caratacat | - Casingsingan Norte - Casingsingan Sur - Catarauan - Centro - Concepcion - Cordova - Dadda - Dafunganay - Dugayung - Estefania - Gabut - Gangauan - Goran - Jurisdiccion - La Suerte - Logung | - Magogod - Manalo - Marobbob - Masical - Monte Alegre - Nabbialan - Nagsabaran - Nangalasauan - Nanuccauan - Pacac-Grande - Pacac-Pequeño - Palacu - Palayag - Tana - Unag |